# 慨古吟
《慨古吟》古琴曲，此曲最早僅見於明洪熙元年朱權《神奇秘譜》，明嘉靖十八年朱厚爝《風宣玄品》和嘉靖三十九年蕭杏莊《太音續譜》，都是無詞之曲。現時琴人所彈的另是一個有詞的傳鈔本。
其中《杏莊太音续谱》中有一段对慨古吟的描述：杏莊老人曰，自古及今，不知幾人稱王，幾人稱霸，幾興幾廢矣。所謂一世之雄而今安在哉。